# Hammarbymordet

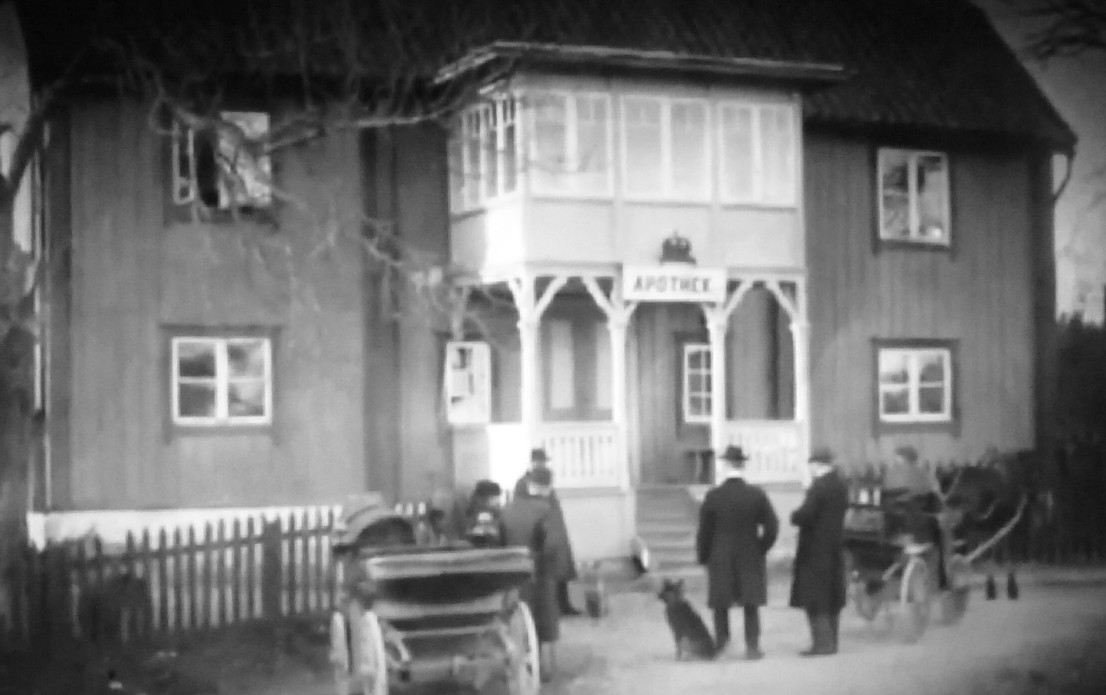
Hammarby apotek 1913

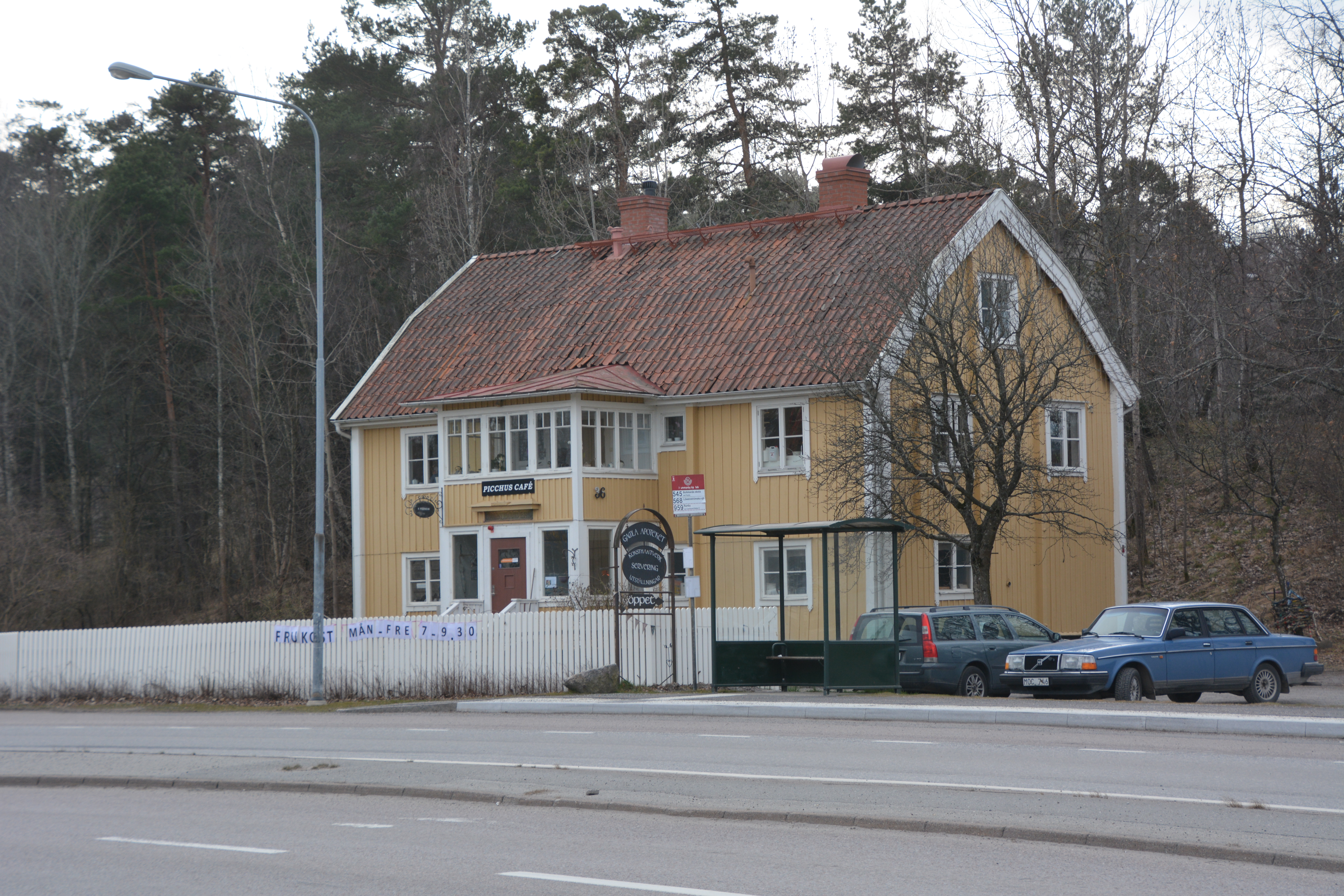
Hammarby apotek 2020

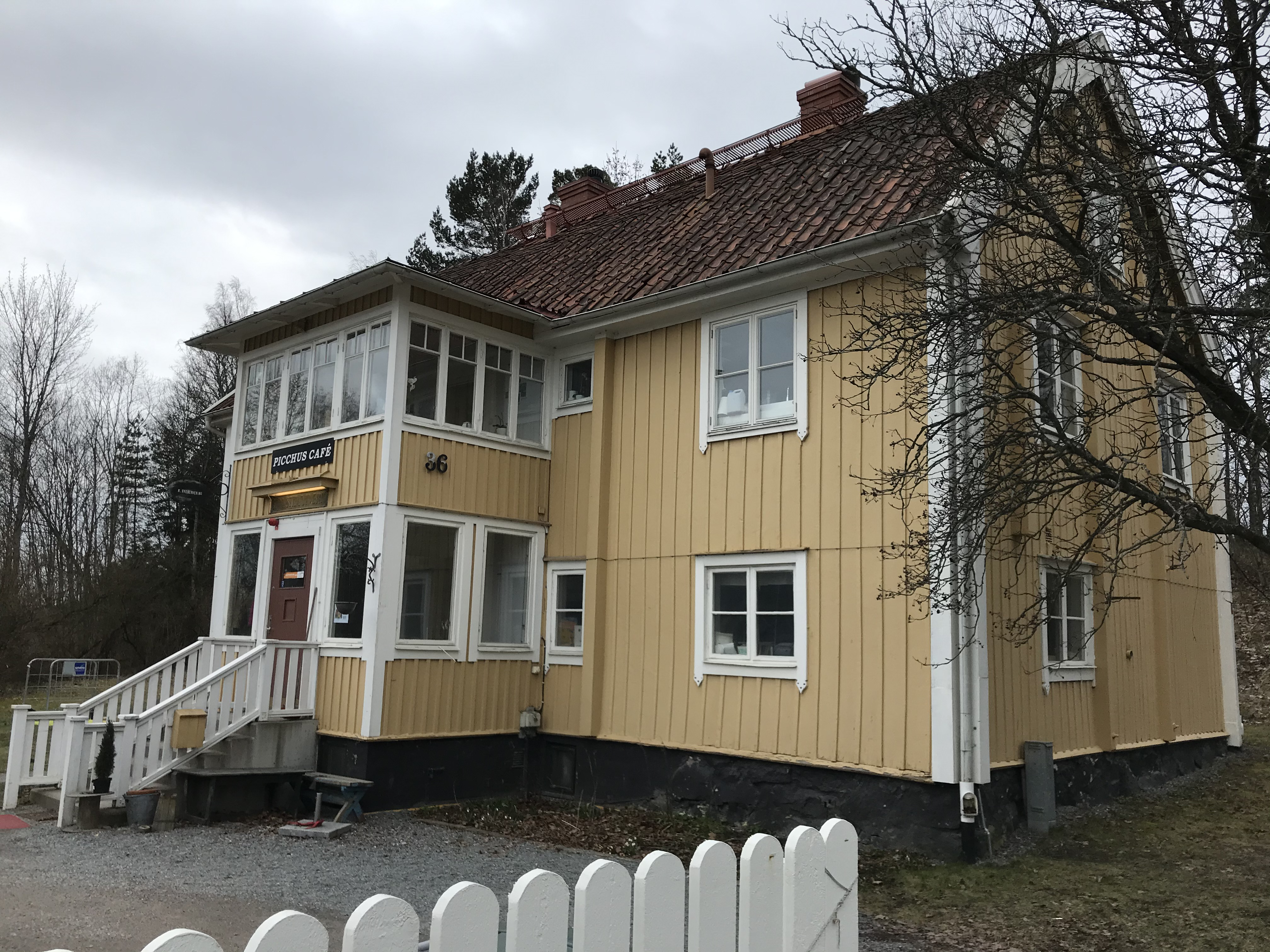
Hammarby apotek 2020

Hammarbymordet kallas ett svenskt mordfall som inträffade den 1 december 1913 i Hammarby socken i nuvarande Upplands Väsby kommun, då apotekare Johan (Eric) Hallbergsson blev knivmördad i Hammarby apotek och hembiträdet Ebba blev svårt skadad. I mordutredningen var myndigheterna mycket nära att begå justitiemord. 

## Historik
De två kringresande italienska gårdfarihandlarna/musikanterna Biagio Valente och Giuseppe Jaconelli blev anklagade för mordet, men genom ett skickligt arbete från försvararen, häradshövdingen Axel Carlson, kunde de båda italienarna frias. Bland annat kunde han visa att båda hade ett alibi för mordtiden.

### "Kyss Karlsson"
Det idiomatiska uttrycket "Kyss Karlsson" ska enligt traditionen ha myntats i Haga tingshus av domaren som friade de två åtalade italienarna. När de hade friats kastade sig modern till Valente runt domarens hals och kysste honom, varpå han utbrast: "Kyss inte mig; kyss Carlson!". Denne var häradshövdingen Axel Carlson, de anklagades försvarare i målet. Begreppet "Kyss Karlsson" har därefter utvecklats till fast idiom, ett uttryck som svar på något som uppfattas som otroligt. 

### Senare historia
Ingen annan kom senare att åtalas för mordet, som således förblev olöst.
Apoteket står fortfarande kvar och används numera som konstnärsateljé och kafé.
I TV-programmet Veckans brott 28 februari 2012 presenterade Leif G.W. Persson fallet Hammarbymordet.
Tidningen Svensk Farmaci gjorde en artikel om Hammarbymordet och makarna Märtha och Johan Hallbergsson.

## Bildgalleri

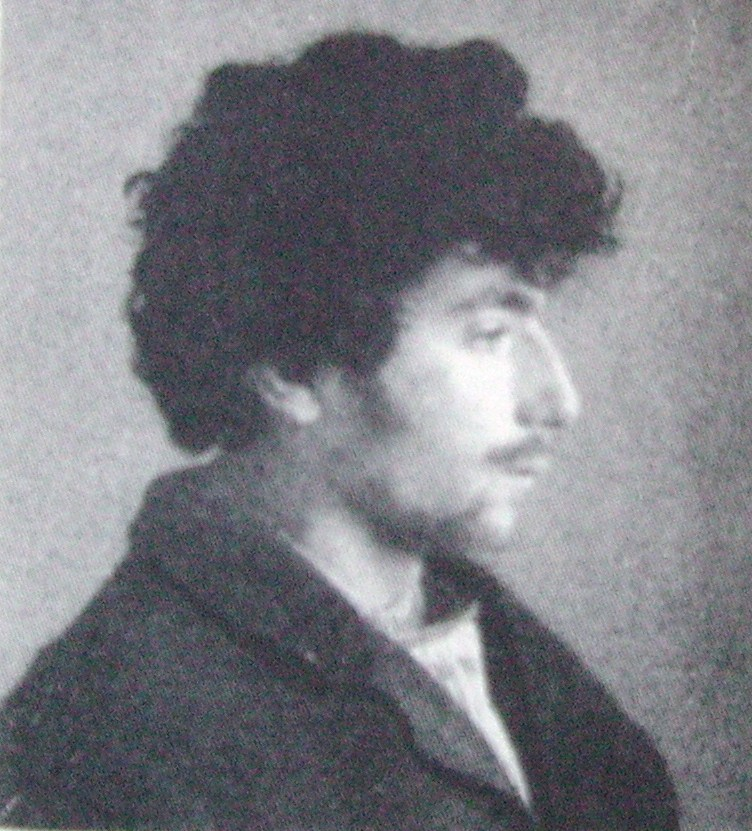
Oskyldig, Biagio Valente
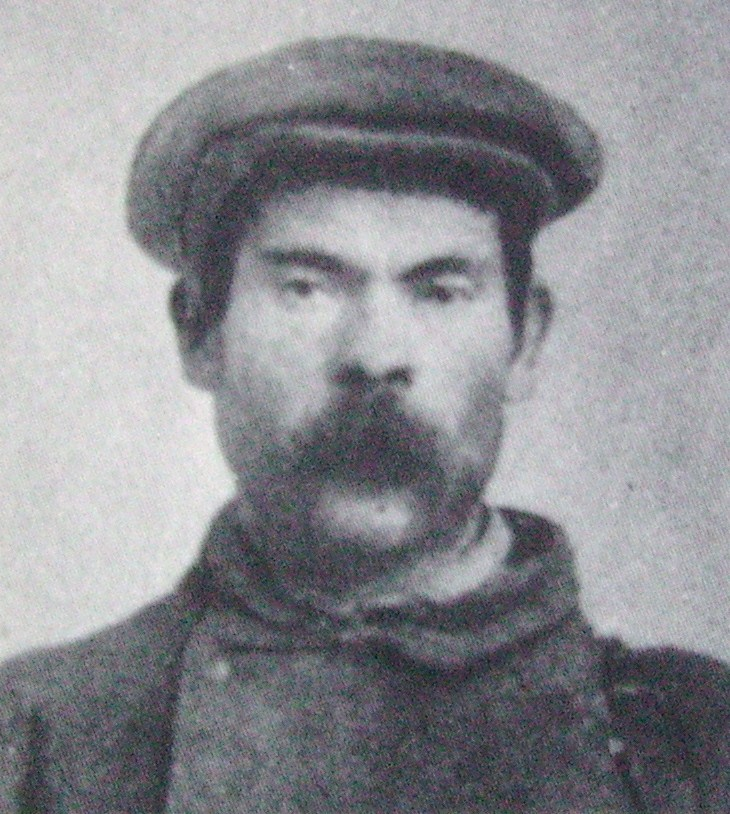
Oskyldig, Giuseppe Jaconelli
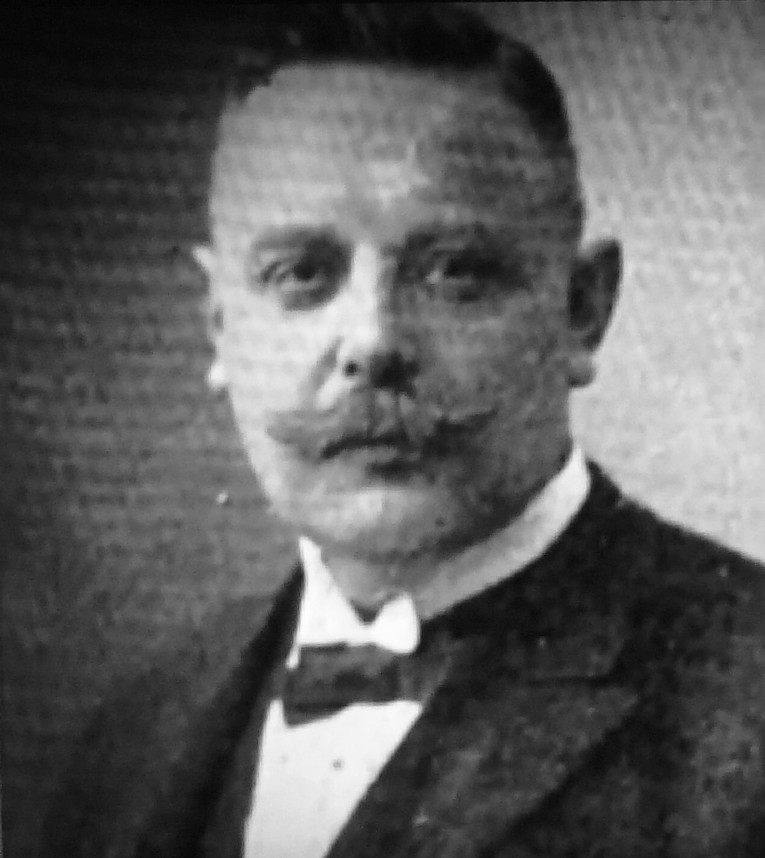
Mordoffret, apotekaren Johan Erik Hallbergsson
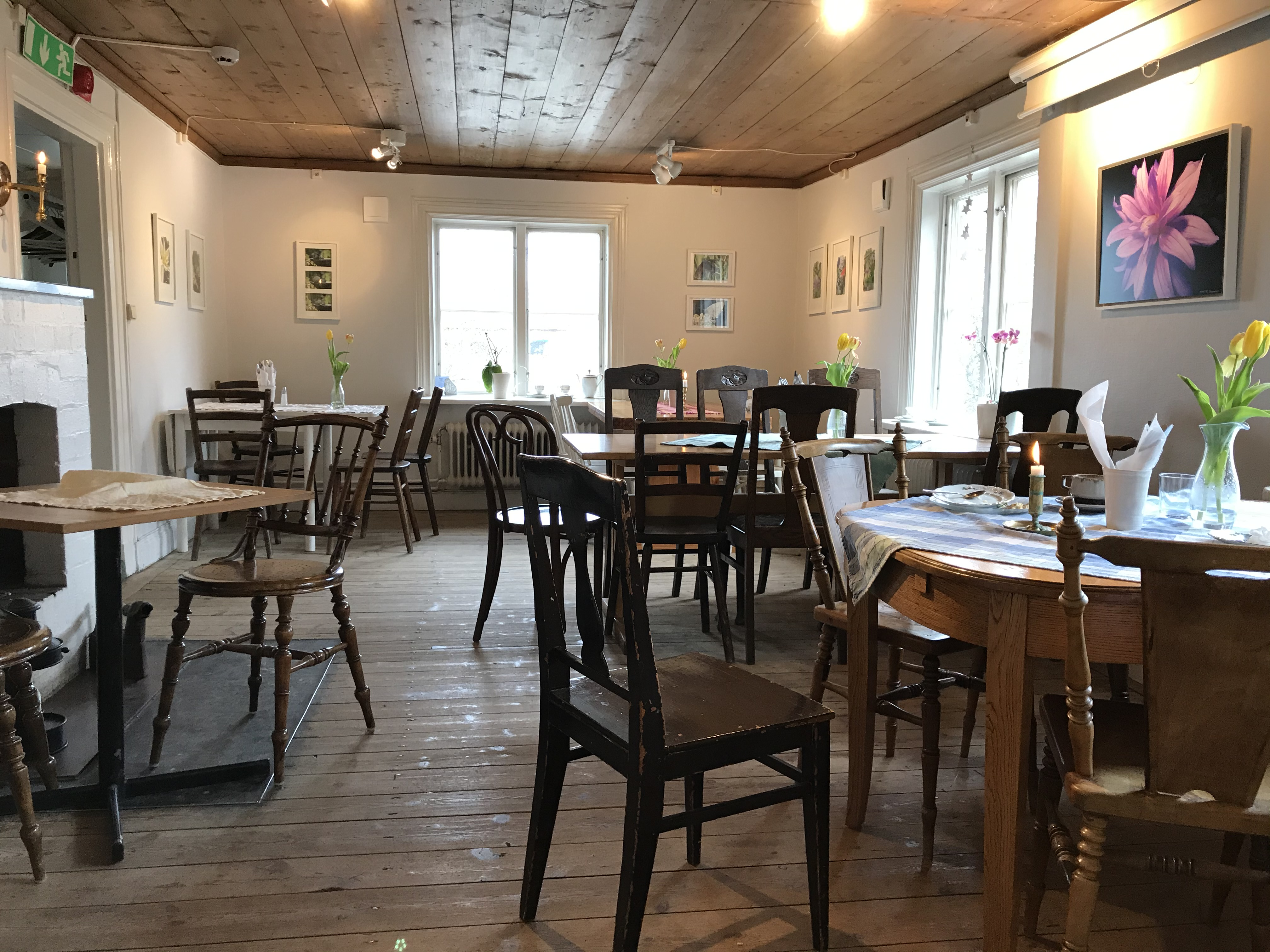
Hammarby apotek - interiör, 2020
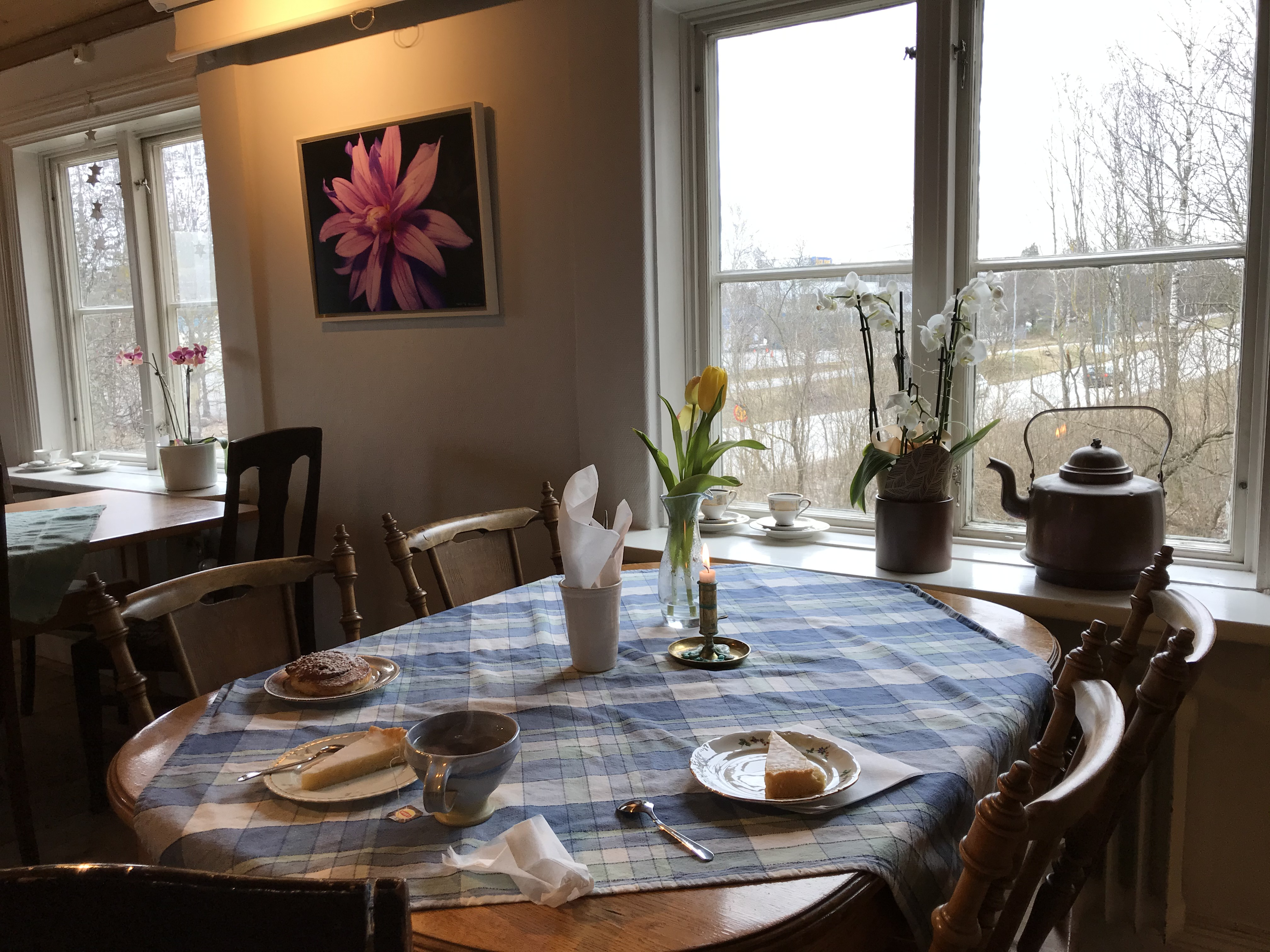
Hammarby apotek - interiör, 2020
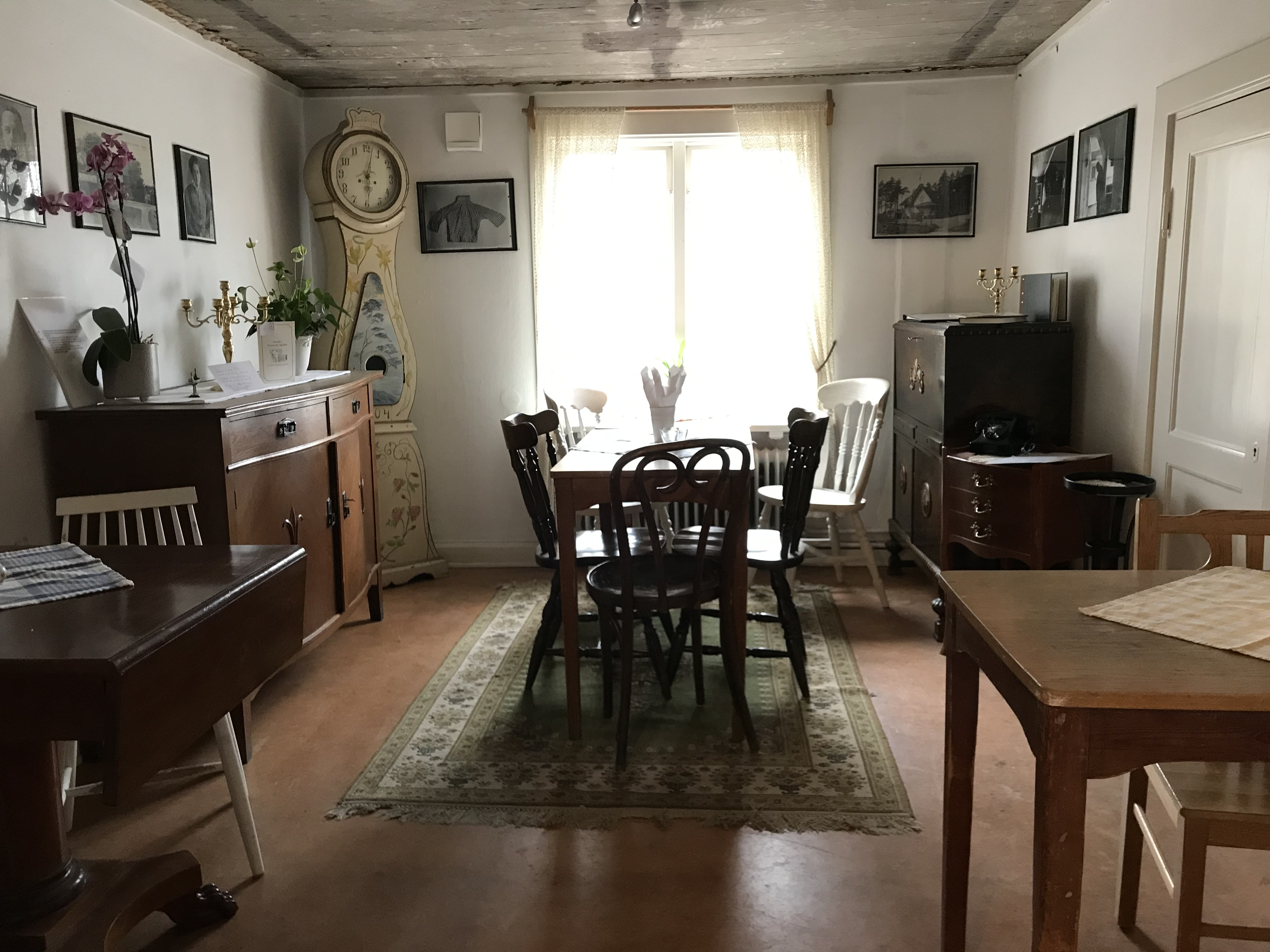
Hammarby apotek - interiör, 2020